# Siberische snip
De Siberische snip (Gallinago megala) is een vogel uit de familie van strandlopers en snippen (Scolopacidae).

## Verspreiding en leefgebied
Deze soort komt voor in centraal Azië en noordelijk Mongolië en zuidoostelijk Siberië en overwintert van India tot Zuidoost-Azië, de Filipijnen en noordelijk Australië.

## Status
De grootte van de populatie is in 2006 geschat op 25-100 duizend volwassen vogels. Op de Rode lijst van de IUCN heeft deze soort de status niet bedreigd.